# 四季の里緑水苑
四季の里 緑水苑（しきのさと りょくすいえん）は福島県郡山市喜久田町堀之内と本宮市岩根にまたがる五百川沿いに整備された日本庭園である。

## 概要
福島県郡山市の土木・造園業者の株式会社磐梯園が1994年（平成6年）から、五百川が氾濫した跡の荒れ地を徐々に整備して庭園にした。
園内では季節ごとに桜（ソメイヨシノ、枝垂桜、河津桜、山桜、八重桜）、レンギョウ、バラ、藤、ツツジ、芝桜、アジサイ、ハナショウブ、ハス、水芭蕉
などの花や紅葉が楽しめる他、まだ小さいものの、日本三大巨桜の三春滝桜、淡墨桜、神代桜の子孫木も見ることができる。
園内に植えられている花などの正確な数は不明だが、ツツジは約3千株、ハナショウブなどのアヤメ類は約30万本といわれている。
園内は散策を楽しめるだけでなく、子供用の遊具等も用意されている他、雨天にも対応のバーベキュー用設備も備える。2018年（平成30年）8月には犬とともに利用可能なバーベキュー施設やドッグラン施設などがオープンした。
なお、営業期間は毎年4月1日から12月20日までで、年末から3月までは休園となる。

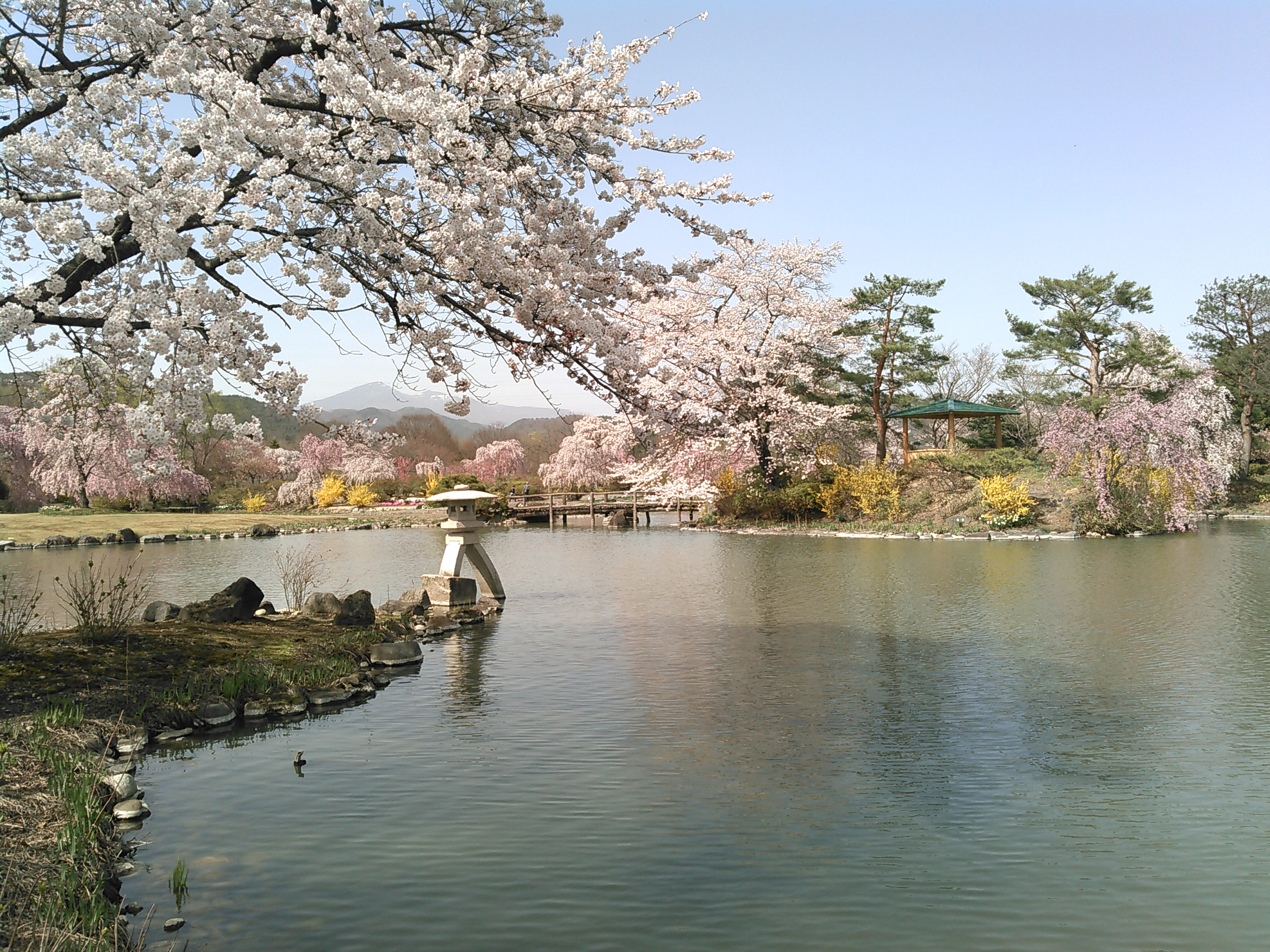
桜開花時の池
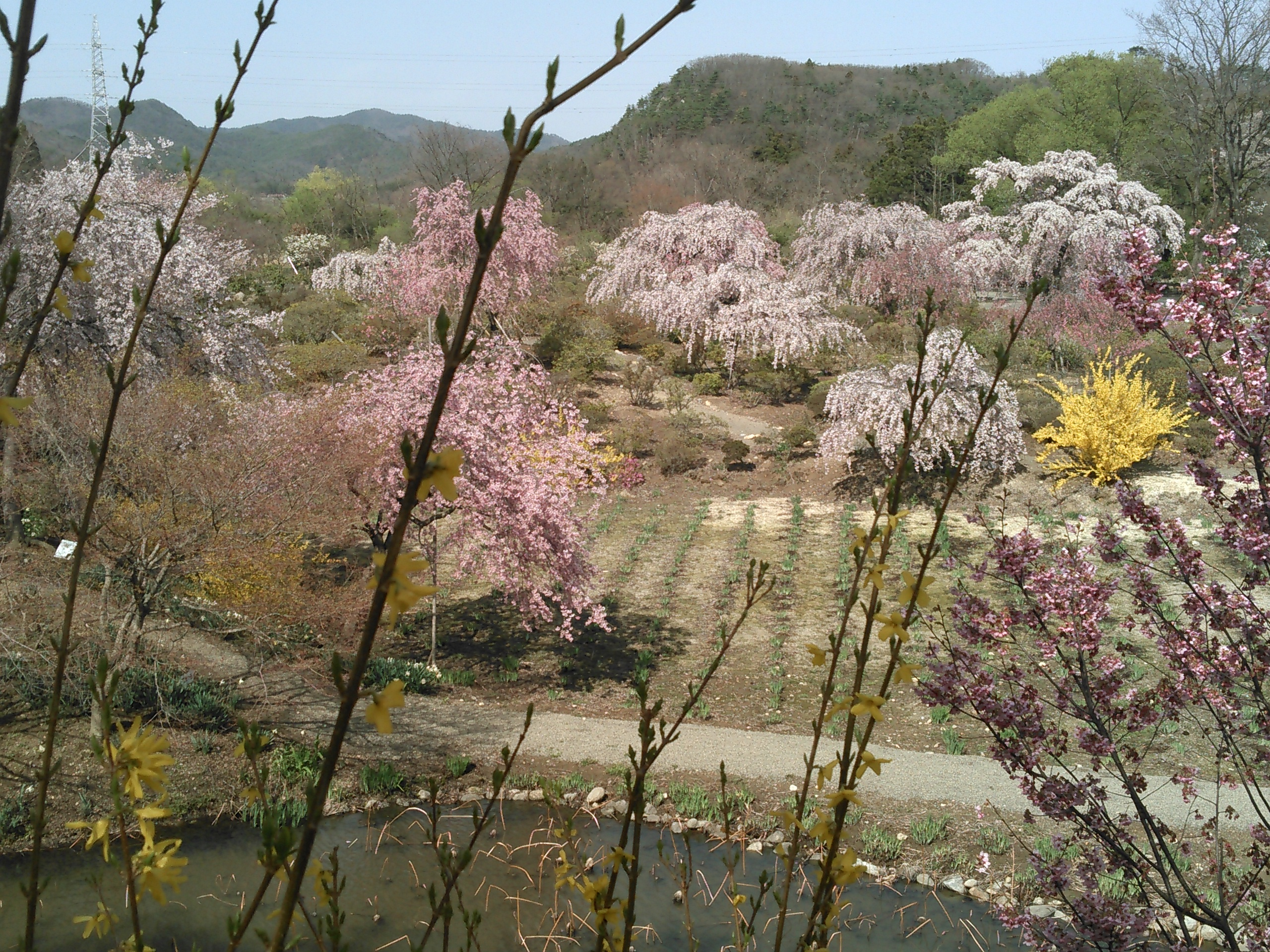
桜の林
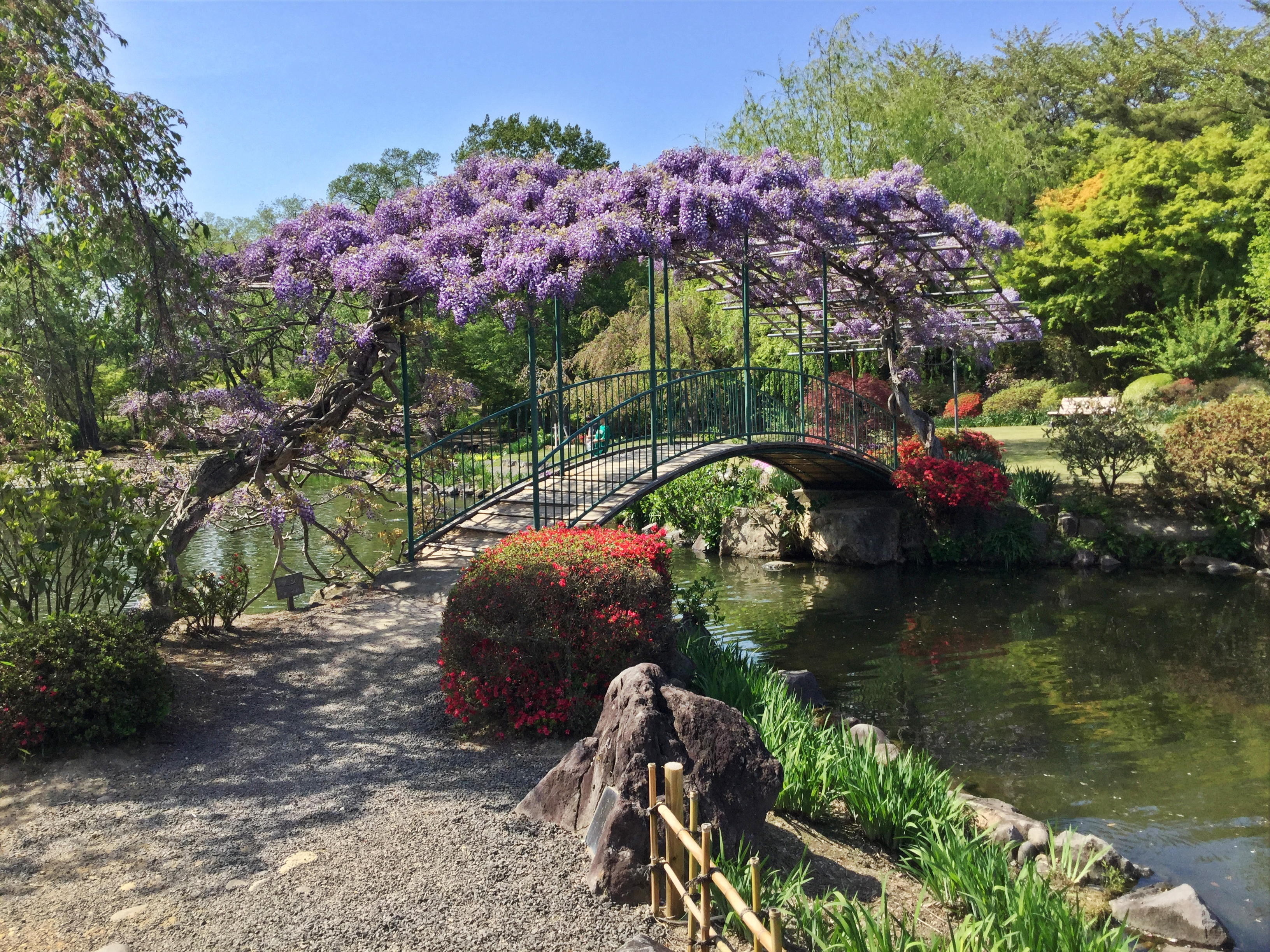
藤の時期
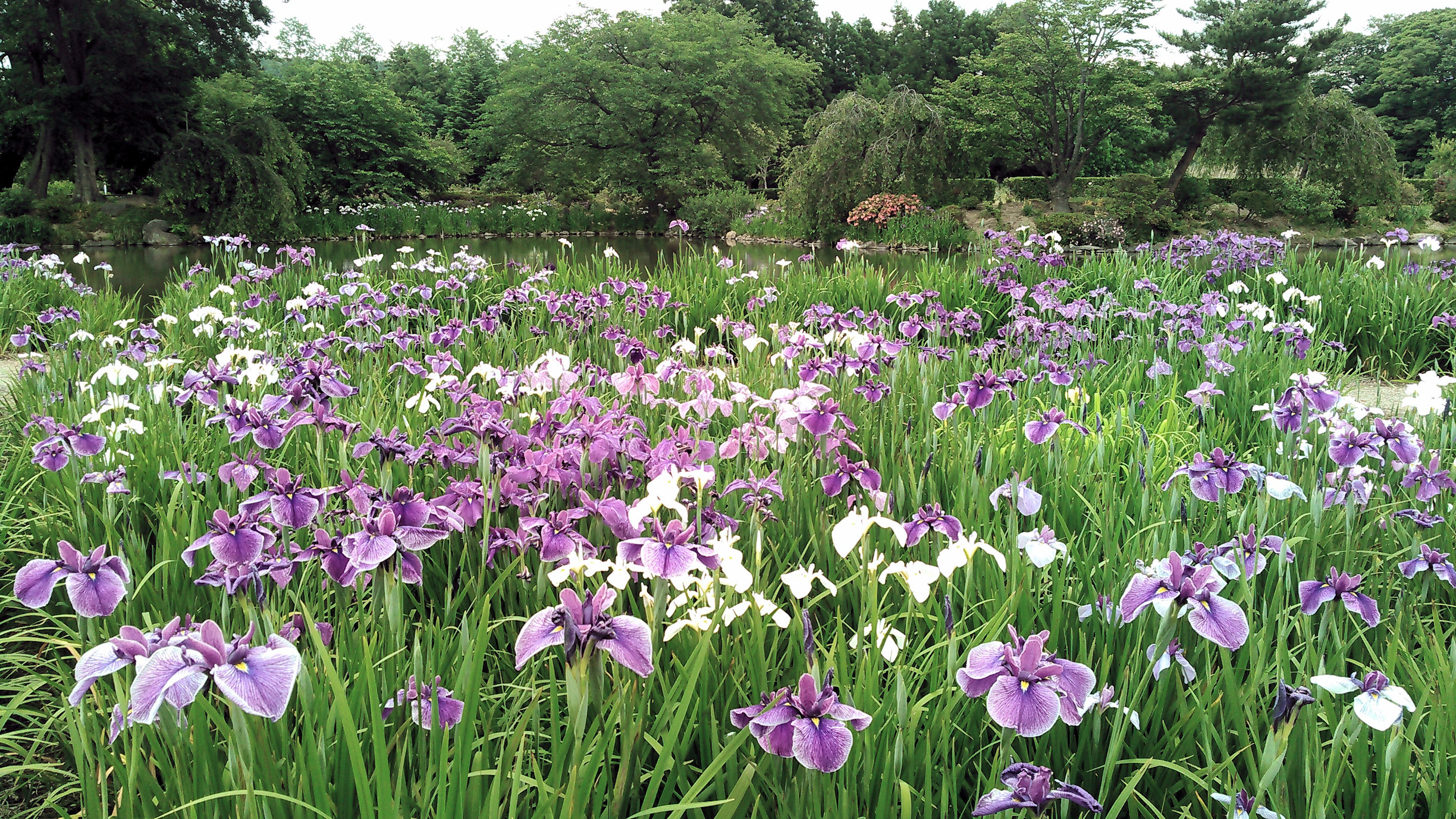
あやめ祭りの時期
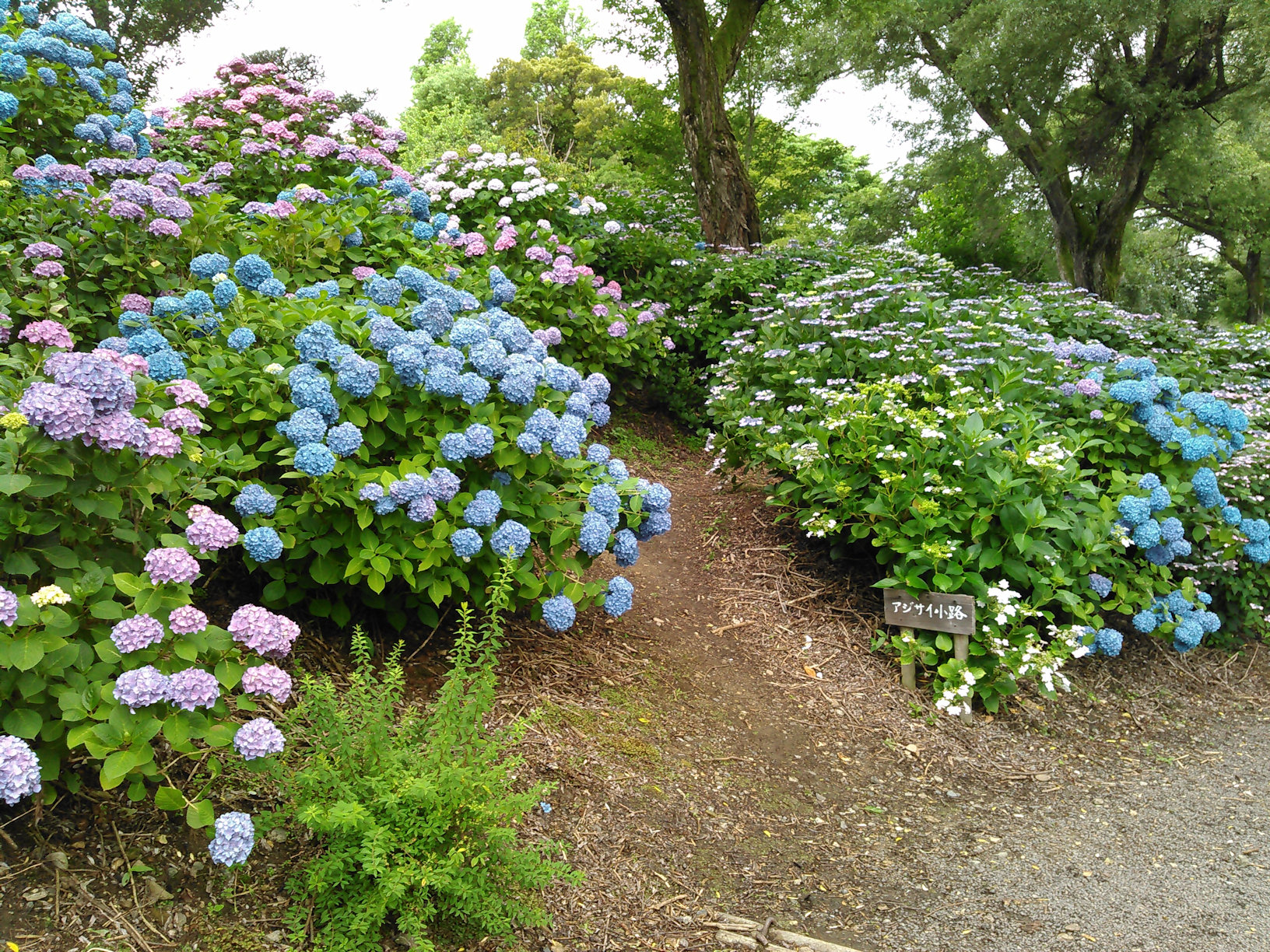
紫陽花小路
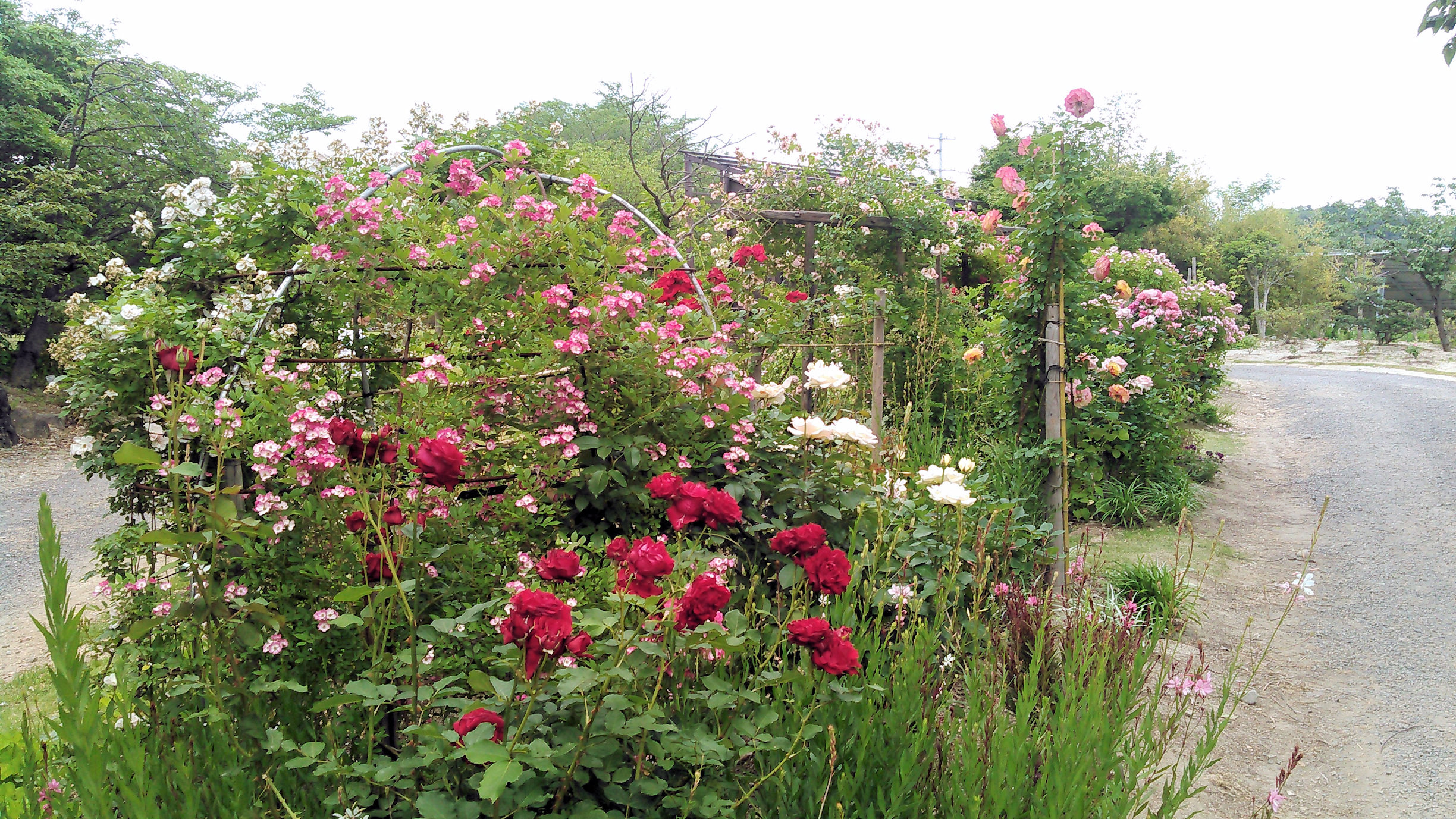
薔薇園
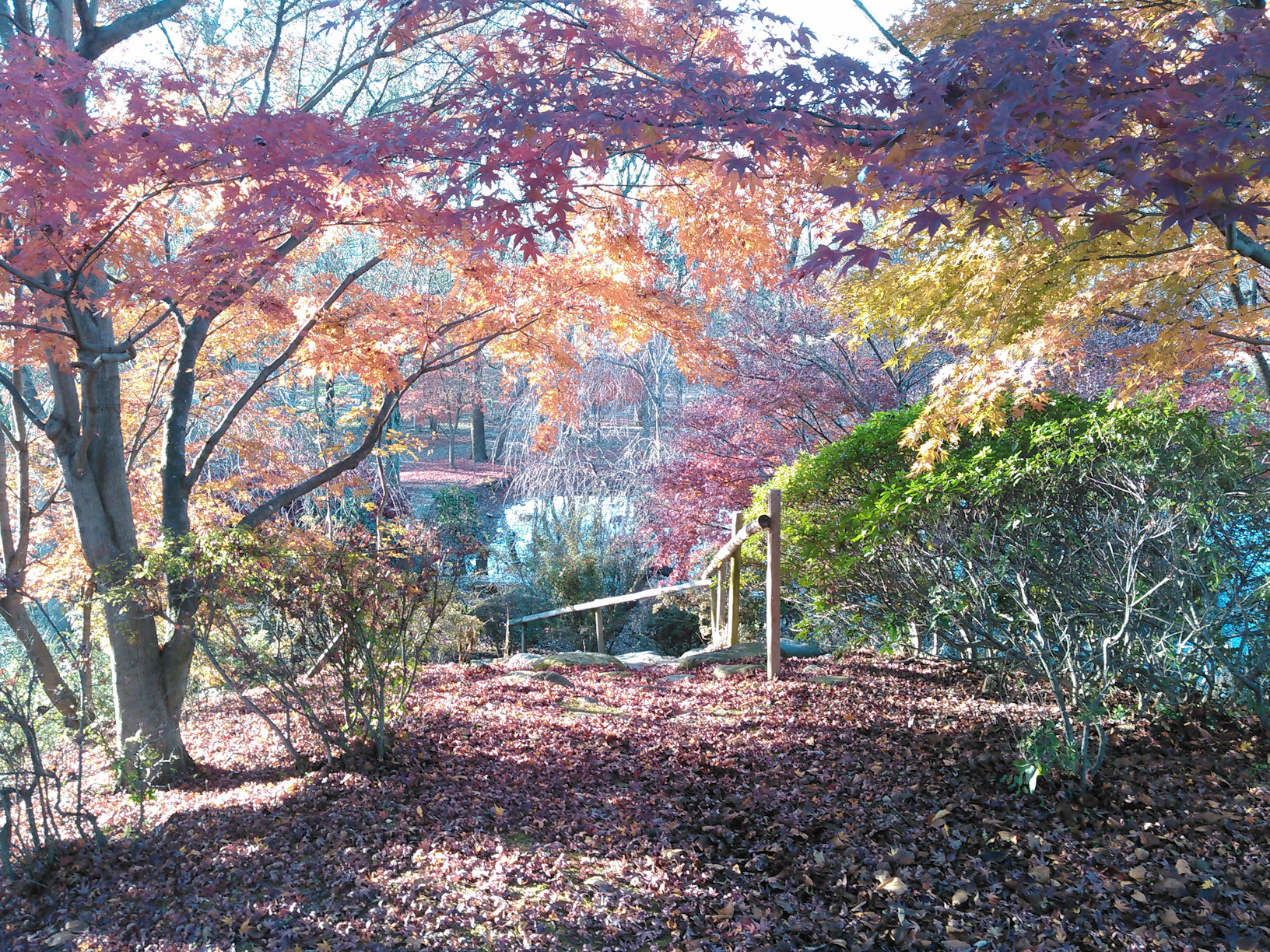
紅葉時期
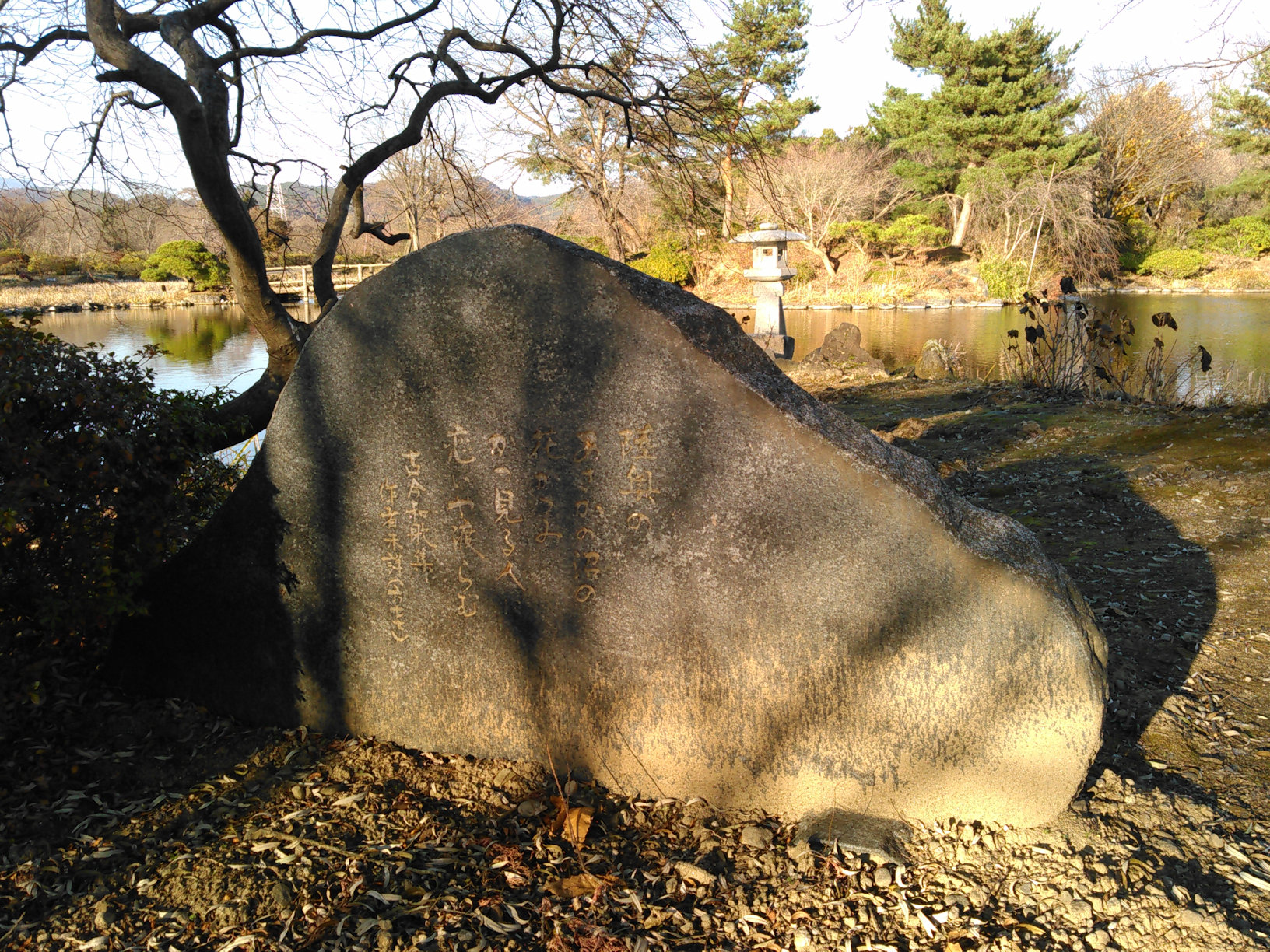
古今和歌集の花かつみの歌碑

## あだたら万葉植物園
万葉集の北限の地であることから1998年（平成10年）、郡山文化協会により園内に万葉植物園が開設され、万葉集の歌とともに、それにまつわる植物が展示されていた。2017年（平成29年）4月をもって閉鎖。

## 利用情報
- 開園時間 - 8:30-17:00（秋期から冬期は16:00まで）

## アクセス
- 東北自動車道郡山ICより車で10分（国道49号堀之内交差点等に案内看板あり）
- JR東日本郡山駅8番バス乗り場より玉川経由熱海行、または夏出行で釜場西下車徒歩30分
- JR東日本磐越西線喜久田駅より徒歩40分